# Paraeuchaeta affinis
Paraeuchaeta affinis is een eenoogkreeftjessoort uit de familie van de Euchaetidae. De wetenschappelijke naam van de soort is voor het eerst geldig gepubliceerd in 1904 door Cleve.